# La Potterée

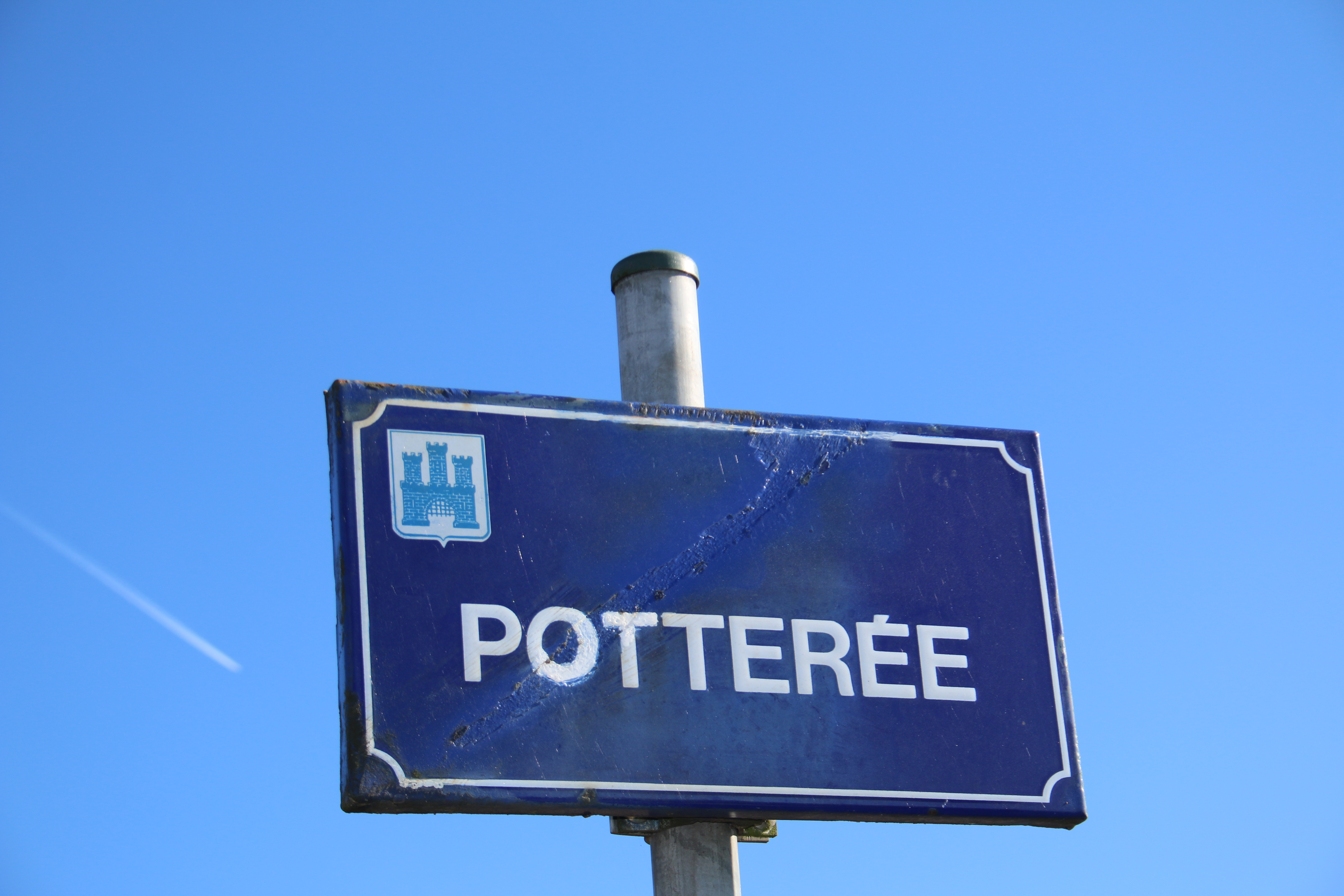

La Potterée is een gehucht en helling in Vloesberg (Frans: Flobecq) in het Pays des Collines in de Belgische provincie Henegouwen .

## Wielrennen
De helling is in 2008 opgenomen geweest in het Circuit Franco-Belge. Op de top linksaf komt de beklimming Plachettes omhoog.